# Listă de seriale polițiste
Lista cuprinde seriale de filme polițiste mai cunoscute:

## #
- 10-8: Officers on Duty (Statele Unite, 2003-2004)
- 21 Jump Street (Statele Unite, 1987-1991)
- 24 (Statele Unite, 2001-2010)
- 240-Robert (Statele Unite, 1979-1981)
- 77 Sunset Strip (Statele Unite, 1958-1964)

## A
- The Academy (Reality; Statele Unite, 2007-2008)
- Adam-12 (Statele Unite, 1968-1975)
- The Adventures of Sherlock Holmes (Marea Britanie, 1984-1994)
- The Agatha Christie Hour (Marea Britanie, 1982)
- Agatha Christie's Partners in Crime (Marea Britanie, 1983-1984)
- Agatha Christie's Poirot (Marea Britanie, 1989 - prezent)
- Alarm für Cobra 11 – Die Autobahnpolizei (Germania, 1996 - prezent)
- Alias (Statele Unite, 2001-2006)
- Der Alte (Germania, 1976-prezent)
- The Amazing Mr. Malone (Statele Unite, 1951-1952)
- America's Most Wanted (Reality; Statele Unite, 1988-prezent)
- Amy Prentiss (Statele Unite, 1974-1975)
- Andy Barker P.I. (Comedie; Statele Unite, 2007)
- The Andy Griffith Show (Comedie; Statele Unite, 1960-1968)
- Angela's Eyes (Statele Unite, 2006)
- Anna Lee (Marea Britanie, 1993-1994)
- An Unsuitable Job for a Woman (Marea Britanie, 1997-2001)
- A Place of Execution (Marea Britanie, 2008)
- Ashes to Ashes (Marea Britanie, 2008-2010)
- A Touch of Frost (Marea Britanie, 1992-2009)
- The Avengers (Marea Britanie, 1961-1969)   Vezi și: The New Avengers
- Awake (Fantastic, dramă; Statele Unite, 2012-prezent)

## B
- Backup (Marea Britanie, 1995-1997)
- Bakersfield P.D. (Statele Unite, 1993-1994)
- Banacek (Statele Unite, 1972-1974)
- Banyon (Statele Unite, 1972-1973)
- Baretta (Statele Unite, 1975-1978)
- Barlow (Marea Britanie, 1974-1976)
- Barlow at Large (Marea Britanie, 1971-1974)
- Barnaby Jones (Statele Unite, 1973-1980)
- Barney Miller (Comedie; Statele Unite, 1975-1982)
- Baywatch Nights (Sci-Fi; Statele Unite, 1995-1997)
- The Beat (Canada, 2000)
- The Beiderbecke Tapes (Marea Britanie, 1987)
- Bergerac (Marea Britanie, 1981-1991)
- Between the Lines (Marea Britanie, 1992-1994)
- Beverly Hills Buntz (Statele Unite, 1987-1988)
- Big Apple (Statele Unite, 2001)
- The Bill (Marea Britanie, 1984-2010)
- B.J. and the Bear (Statele Unite, 1979-1981)
- Bloodlines (Marea Britanie, 2005)
- Blue Bloods (Statele Unite, starting in 2010)
- Blue Heelers (Australia, 1994-2006)
- The Blue Knight (Statele Unite, 1975)
- Blue Murder (Canada, 2001-2004)
- Body of Proof (Statele Unite, 2011-prezent)
- Bones (Statele Unite, 2005-prezent)
- Booker (Statele Unite, septembrie 24, 1989 to mai 6, 1990)
- Boon (Marea Britanie, 1986-1992, 1995)
- Boomtown (Statele Unite, 2002-2003)
- Border Security: Australia's Front Line (Australia, 2004-prezent)
- Boston Blackie (Statele Unite, 1951-1953)
- Bourbon Street Beat (Statele Unite, 1959-1960)
- Brimstone (Statele Unite, 1998-1999)
- Brit Cops (Marea Britanie, 2008-prezent)
- Broders (Peru, 2009)
- Brooklyn South (Statele Unite, 1997-1998)
- The Brothers Brannagan (Statele Unite, 1960-1961)
- Der Bulle von Tölz (Germania, 1996-prezent)
- Bulman (Marea Britanie, 1985-1987)
- Burn Notice (Statele Unite, 2007 - prezent)

## C
- Cadfael (Marea Britanie, 1994-1998)
- Cagney & Lacey (Statele Unite, 1982-1988)
- Campion (Marea Britanie, 1989-1990)
- Cannon (Statele Unite, 1971-1976)
- Car 54, Where Are You? (Comedie; Statele Unite, 1961-1963)
- Castle (Comedy-drama; Statele Unite, 2009-prezent)
- C.A.T.S. Eyes (Marea Britanie, 1985-1987)
- The Champions (Marea Britanie, 1968-1969)
- CHAOS (serial TV) (Statele Unite, 1 aprilie 2011- 19 aprilie 2011)
- Charlie's Angels (Statele Unite, 1976-1981)
- Charlie Wild, Private Detective (Statele Unite, 1950-1952)
- Chase (Statele Unite/Canada, 2010-2011)
- The Chicago Code (Statele Unite, 2010)
- The Chinese Detective (Marea Britanie, 1981-1982)
- CHiPs (Statele Unite, 1977-1983)
- C.I.D. (India, 1998-prezent)
- C.I.D. Special Bureau (India, 2005-2006)
- City Homicide (Australia, 2007-2011)
- Close to Home (Statele Unite, 2005-2007)
- The Closer (Statele Unite, 2005-prezent)
- Cold Case (Statele Unite, 2003-2010)
- Cold Squad (Canada, 1998-2004)
- Columbo (Statele Unite, 1971-1994)
- The Commander (Marea Britanie, 2003-2008)
- Control - Hanzai Shinri SoStatele Unite (Japonia, 2011)
- Cool Million (Statele Unite, 1972)
- Coronado 9 (Statele Unite, 1969-1961)
- The Cops (Marea Britanie, 1998-2000)
- COPS (Reality; Statele Unite, 1989-prezent)
- Cop Shop (Australia, 1977-1984)
- Cops L.A.C. (Australia, 2010)
- The Corridor People (Marea Britanie, 1966)
- Courage in Red (Reality; Canada, 2009 - prezent)
- Covert Affairs (Statele Unite, 2010-prezent)
- Cracker (UK original) (Marea Britanie, 1993-1995, 1996 și 2006)
  - Cracker (US remake) (Statele Unite, 1997-1999)
- Crash Investigation Unit (Reality; Australia, 2008-prezent)
- Crime Photographer (Statele Unite, 1951-1952)
- Crime & Punishment (Reality; Statele Unite, 2002-2004)
- Crime Story (Statele Unite, 1986-1988)
- Crime Traveller (Science Fiction; Marea Britanie, 1997)
- Criminal Minds (Statele Unite/Canada, 2005-prezent)
  - Criminal Minds: Suspect Behavior (Statele Unite, 16 februarie 2011 – mai 25, 2011)
- Crossing Jordan (Statele Unite, 2001-2007)
- CSI: Crime Scene Investigation (Statele Unite/Canada, 2000-prezent)
  - CSI: Miami (Statele Unite/Canada, 2002-prezent)
  - CSI: NY (Statele Unite/Canada, 2004-prezent)

## D
- Dalgliesh (Marea Britanie, 1983-1998 și 2003)
- Dalziel and Pascoe (UK 1996-2007)
- Dan August (Statele Unite 1970-1971)
- Danger Man (Marea Britanie, 1960-1962 and 1964-1968)
- Dark Blue (Statele Unite, 2009-2010)
- David Cassidy: Man Under Cover (Statele Unite, 1978-1979)
- DaVinci's Inquest (Canadian) 91 episodes produced
- The Dead Zone (Statele Unite/Canada, 2002-2007)
- The Defenders (Statele Unite, 1961-1965)
- Dempsey & Makepeace (Marea Britanie, 1985-1986)
- Derrick (Germania de Vest, 1974-1998)
- The Detectives (Comedie; Marea Britanie, 1993-1997)
- The Detectives Starring Robert Taylor (Statele Unite, 1959-1962)
- Detroit 1-8-7 (Statele Unite, 2010-2011)
- Dexter (Statele Unite, 2006 - prezent)
- Diagnosis: Murder (Statele Unite, 1993-2001)
- Dick and the Duchess (Statele Unite, 1957-1958)
- Dick Spanner, P.I. (Animated Comedie; Marea Britanie, 1986-1987)
- The District (Statele Unite, 2000-2004)
- Division 4 (Australia, 1969-1975)
- Disorderly Conduct: Video on Patrol (Reality; Statele Unite, 2006-prezent)
- Dixon of Dock Green (Marea Britanie, 1955-1976)

Doha heroes (reality ; Qatar 2011)
- Dragnet (Statele Unite, 1951-1959, 1967-1970, 1989-1991 și 2003-2004)
- Due South (Canada/Statele Unite, 1994-1999)
- Duggan (Noua Zeelandă, 1999)

## E
- Echo Four-Two (Marea Britanie, 1961)
- Eleventh Hour (Marea Britanie, 2006)
- Eleventh Hour (Statele Unite, 2008-2009)
- Ellery Queen (Statele Unite, 1975-1976)
- Der Ermittler (Germania, 2001-2005)
- Eureka (Statele Unite, 2006 - prezent)
- Eyes (Statele Unite, 2005)

## F
- Fabian of the Yard (Marea Britanie, 1954-1956)
- Fala Zbrodni (Poland, 2003-2008)
- Fallen Angels (Statele Unite, 1993-1995)
- Fallen Angels (Australia, 1997)
- The F.B.I. (Statele Unite, 1965-1974)
- The FBI Files (Documentary, Statele Unite; 1998-2006)
- Ein Fall für Zwei (Germania, 1981 - prezent)
- Fastlane (Statele Unite, 2002-2003)
- Father Brown (Marea Britanie, 1974)
- Father Dowling Mysteries (Statele Unite, 1987-1991)
- The First 48 (Statele Unite, 2004 - prezent)
- FlashForward (Statele Unite, 2009-2010)
- Flashpoint (Canada, 2008-prezent)
- Follow the Sun (Statele Unite, 1960-1961)
- The Force (Reality; Marea Britanie 2009)
- The Force: Behind the Line (Reality; Australia, 2005 - prezent)
- Foyle's War (Marea Britanie, 2002 - prezent)
- Fraud Squad (Marea Britanie, 1969-1970)
- Fraud Squad TV (Reality; Canada, 2007 - prezent)
- Fringe (Statele Unite, 2008 - prezent)
- The Fugitive (Statele Unite, 1963-1967 și 2000-2001)
- Funky Squad (Comedie; Australia, 1997)

## G
- Gabriel's Fire (Statele Unite, 1990-1991)
- Galileo (Japonia, 2007)
- The Gentle Touch (Marea Britanie, 1980-1984)
- Gideon's Way (Marea Britanie, 1965-1966)
- Gorilla - The Police 8th Investigation Unit (Japonia, 1989)
- Griff (Statele Unite, 1973-1974)
- Grimm (Statele Unite, 2011-prezent)

## H
- Hack (Statele Unite, 2002-2004)
- Hamish Macbeth (Marea Britanie, 1995-1997)
- Hardcastle and McCormick (Statele Unite, 1983-1986)
- Harry O (Statele Unite, 1974-1976)
- Hart to Hart (Statele Unite, 1979-1984)
- Hawaii Five-O (Statele Unite, 1968-1980)
- Hawaii Five-0 (Statele Unite, 2010-prezent)
- Hawaiian Eye (Statele Unite, 1959-1963)
- Hawaiian Heat (Statele Unite, 1984)
- Hawk (Statele Unite, 1966)
- Hazell (Marea Britanie, 1977-1978)
- Heartbeat (Marea Britanie, 1992-2010)
- Heartlanders (Singapore, 2002-2005)
- Heat of the Sun (Marea Britanie, 1998)
- Hec Ramsey (Statele Unite, 1972-1974)
- Hetty Wainthropp Investigates (Comedie; Marea Britanie, 1996-1998)
- High Incident (Statele Unite, 1996-1997)
- Highway Patrol (Statele Unite, 1955-1959)
- Hill Street Blues (Statele Unite, 1981-1987)
- HolbyBlue (Marea Britanie, 2007)
- Homicide (Australia, 1964-1977)
- Homicide: Life on the Street (Statele Unite, 1993-1999)
- Homicidios (Spain, 2011)
- Honey West (Statele Unite, 1965-1966)
- Hong Kong (Statele Unite, 1960-1961)
- Hot Pursuit (Reality; Statele Unite, 2006 - prezent)
- Hot Shots (Canada, 1986)
- Human Target (Statele Unite/Canada, 2010-2011)
- Hunter (Statele Unite, 1984-1991)
- The Huntress (Statele Unite, 2000-2001)

## I
- In the Heat of the Night (Statele Unite, 1988-1994)
- In Justice (Statele Unite, 2006)
- In Plain Sight (Statele Unite, 2008 - prezent)
- Im Namen des Gesetzes
- Inspector George Gently (Marea Britanie, 2007 - prezent)
- Inspector Lewis (Marea Britanie, 2006 - prezent) - Vezi și: Lewis
- The Inspector Lynley Mysteries (Marea Britanie, 2001-2007)
- Inspector Morse (Marea Britanie, 1987-2000)
- Inspector Rex (Austria/Germania, 1994-2004)
- Inspector Wexford (Marea Britanie, 1987-2000)
- The Investigators (Statele Unite, 1961)
- Ironside (Statele Unite, 1967-1975)
- It Takes a Thief (Statele Unite, 1968-1970)

## J
- JAG (Statele Unite, 1995-2005)
- Jake and the Fatman (Statele Unite, 1987-1992)
- Jango (Comedie; Marea Britanie, 1961)
- Jigsaw (Statele Unite, 1972-1973)
- J. J. Starbuck (Statele Unite, 1988)
- Joe Forrester (Statele Unite, 1975-1976)
- Johnny Staccato (Statele Unite, 1959-1960)
- Johnny Midnight (Statele Unite, 1960)
- Jonathan Creek (Marea Britanie, 1997-2004 and a one-off in 2010)
- Judd, for the Defense (Statele Unite, 1967-1969)
- Judge John Deed (Marea Britanie, 2001-2007)
- Juliet Bravo (Marea Britanie, 1980-1985)
- Justified (Statele Unite, 2010 - prezent)
- Juvenile Jury (Game-show, Statele Unite, 1947-1954)

## K
- Kavanagh QC (Marea Britanie, 1995-2001)
- Keen Eddie (Statele Unite, 2003)
- Kidnapped (Statele Unite, 2006-2007)
- The Killing (Denmark, 2007 - prezent) Danish title Forbrydelsen.
- The Killing (Statele Unite, 2011)
- Kojak (Statele Unite, 1973-1978 and 2005)
- Kilo Tango Mike KTM (Nepal, 2010 - prezent)
- Der Kommissar (Germania de Vest, 1969-1975)
- Die Kommissarin (Germania, 1994 - prezent)
- Kriminaltango
- K-Ville (Statele Unite, 2007)
- Kryminalni (Poland, 2004-2008)

## L
- L.A. Heat (Statele Unite, 1999)
- La Fuerza: Unidad de Combate (Peru, 2011)
- La Gran Sangre (Peru, 2006-2007)
- Lanigan's Rabbi (Statele Unite, 1977)
- LAPD: Life On the Beat (Reality; Statele Unite, 1995-1999)
- The Last Detective (Marea Britanie, 2003-2007)
- Las Vegas (Statele Unite, 2003-2008)
- The Law and Harry McGraw (Statele Unite, 1987-1988)
- Law & Order (Statele Unite, 1990-2010)
  - Law & Order: Special Victims Unit (Statele Unite, 1999 - prezent)
    - Закон и порядок: отдел оперативных расследований (Law & Order: Division of Field Investigation) - Official foreign adaptation of Law & Order: Special Victims Unit (Russia, 2007 - prezent)

  - Law & Order: Criminal Intent (Statele Unite, 2001-2011)
    - Paris Enquêtes Criminelles (Paris Criminal Investigations) - Official foreign adaptation of Law & Order: Criminal Intent (France, 2007–2008)

  - Law & Order: Trial by Jury (Statele Unite, 2005-2006)
  - Law & Order: UK (Marea Britanie, 2009 - prezent) Official foreign adaptation of Law & Order
  - Law & Order: Los Angeles (Statele Unite, 2010-2011)
- Leg Work (Statele Unite, 1987)
- Leverage (Drama; Statele Unite, 2008 - prezent)
- Lewis (Marea Britanie, 2006 - prezent) - Screened in the US as Inspector Lewis (See Above)
- Lie to Me (Statele Unite, 2009-2011)
- Life (Statele Unite, 2007-2009)
- Life on Mars (UK Original) (Marea Britanie, 2006-2007)
  - Life on Mars (US remake) (Statele Unite, 2008-2009)
- Lincoln Heights (Statele Unite, 2007-2009)
- Link Men (serial TV) (Australia 1970-1971)
- Longstreet (Statele Unite, 1971-1972)
- Lord Peter Wimsey (Marea Britanie, 1972-1975)
- Luther (Marea Britanie, 2010 - prezent)

## M
- Madigan (Statele Unite, 1972)
- Magnum, P.I. (Statele Unite, 1980-1988)
- Maigret (Marea Britanie, 1960-1963)
- Maigret (Marea Britanie, 1992-1993)
- Manhunt (Statele Unite, 1959-1961)
- Man in a Suitcase (Marea Britanie, 1967-1968)
- Mannix (Statele Unite, 1967-1975)
- The Man From Blackhawk (Statele Unite, 1959-1960)
- Man with a Camera (Statele Unite, 1958-1960)
- Markham (Statele Unite, 1959-1960)
- Marple (Marea Britanie, 2004 - prezent) - See also: "Miss Marple"
- Martial Law (Statele Unite, 1998-2000)
- Martin Kane, Private Eye (Statele Unite, 1949-1955)
- Matlock (Statele Unite, 1986-1995)
- Matlock Police (Australia, 1971-1975)
- Matt Houston (Statele Unite, 1982-1985)
- McCallum (Marea Britanie, 1995-1998)
- McCloud (Statele Unite, 1970-1977)
- McCoy (Statele Unite, 1975-1976)
- McMillan & Wife (Statele Unite, 1971-1977)
- Medium (Statele Unite, 2005-2011)
- Meet McGraw (Statele Unite, 1957-1958)
- Memphis Beat (Statele Unite, 2010 - prezent)
- The Mentalist (Statele Unite, 2008 - prezent)
- Merseybeat (Marea Britanie, 2001-2004)
- Metamorphosis (Singapore, 2007)
- Miami Vice (Statele Unite, 1984-1990)
- The Michael Richards Show (Statele Unite, 2000)
- Michael Shayne (Statele Unite, 1960-1961)
- Mickey Spillane's Mike Hammer (Statele Unite, 1958-1960 and 1984-1985)
- Midnight Caller (Statele Unite, 1988-1991)
- Midsomer Murders (Marea Britanie, 1997 - prezent)
- Millennium (Statele Unite, 1996-1999)
- The Misadventures of Sheriff Lobo (Statele Unite, 1979-1981)
- Miss Marple (Marea Britanie, 1984-1992) - See also: "Marple"
- M.I.T.: Murder Investigation Team (Marea Britanie, 2003-2005)
- The Mod Squad (Statele Unite, 1968-1973)
- Monk (Statele Unite, 2002-2009)
- Moonlighting (Statele Unite, 1985-1989)
- Moonlight (Statele Unite, 2007-2008)
- Moon Over Miami (Statele Unite, 1993)
- Ein Mord für Quandt
- Mortimer's Patch (Noua Zeelandă, 1982)
- Most Wanted (Statele Unite, 1976-1977)
- Murder 101 (Statele Unite, 2006 - prezent)
- Murder Call (Australia, 1997-2000)
- Murder City (Marea Britanie, 2004-2006)
- Murder in Suburbia (Marea Britanie, 2004-2005)
- Murder One (Statele Unite, 1995-1997)
- Murder Rooms (Marea Britanie, 2000-2001)
- Murder, She Wrote (Statele Unite, 1984-1996)
- Murphy's Law (Marea Britanie, 2001-2007)
- Murdoch Mysteries (Canada, 2008-prezent)

## N
- Naked City (Statele Unite, 1958-1963)
- Nash Bridges (Statele Unite, 1996-2001)
- NCIS (Statele Unite, 2003 - prezent)
  - NCIS: Los Angeles (Statele Unite, 2009 - prezent)
- New Amsterdam (Statele Unite, 2008)
- The New Adventures of Charlie Chan (Statele Unite/UK 1957-1958)
- The New Avengers (Marea Britanie, 1976-1977)
- The New Detectives (Documentary; Statele Unite, 1996-2005)
- New Scotland Yard (Marea Britanie, 1972-1974)
- New Tricks (Marea Britanie, 2004 - prezent)
- New York Undercover(Statele Unite, 1994-1998)
- Night Court (Comedie; Statele Unite, 1984-1992)
- Night Heat (Canada 1985-1989)
- No Hiding Place (Marea Britanie, 1959-1967)
- N.Y.P.D. (Statele Unite, 1967-1969)
- NYPD Blue (Statele Unite, 1993-2005)
- Numb3rs (Statele Unite, 2005-2010)

## O
- Owen Marshall: Counselor at Law (Statele Unite, 1971-1974)
- Ohara (Statele Unite, 1987-1988)
- O'Hara, U.S. Treasury (Statele Unite, 1971-1972)
- Operation Good Guys (Comedie; Marea Britanie, 1997-2000)

## P
- Pacific Blue (Statele Unite, 1996-2000)
- Painkiller Jane (Statele Unite, 2007)
- Palace Guard (Statele Unite, 1991)
- Parco P.I. (Reality; Statele Unite, 2006)
- Paris Enquêtes Criminelles (France 2007 - prezent) - See also: "Law & Order: Criminal Intent"
- Paul Temple (Marea Britanie, 1969-1971)
- Perry Mason (Statele Unite, 1957-1966)
- Person of Interest (Statele Unite, 2011 - present)
- Peter Gunn (Statele Unite, 1958-1961)
- Philip Marlowe, Private Eye (Marea Britanie, 1983-1986)
- Poirot (Marea Britanie, 1989 - prezent)
- Police (Documentary; Marea Britanie, 1981)
- Police Academy: The Series (Comedie; Statele Unite, 1997-1998)
- Police & Thief (Comedie; Singapore, 2004-2007)
- Police Camera Action! (Reality; Marea Britanie, 1994 - prezent)
- Police Interceptors (Reality; Marea Britanie, 2008 - prezent)
- Police Squad! (Comedie; Statele Unite, 1982)
- Police Story (Statele Unite, 1973-1977)
- Police Woman (Statele Unite, 1974-1978)
- Police Woman of Broward County (Statele Unite, 2009)
- Police Woman of Maricopa County (Statele Unite, 2010)
- Politiet (Reality; Norway, 2004 & 2009 - prezent)
- The Pretender (Statele Unite, 1996-2000)
- Prime Suspect Series
  - Prime Suspect 1 (Marea Britanie, 1991)
  - Prime Suspect 2 (Marea Britanie, 1992)
  - Prime Suspect 3 (Marea Britanie, 1993)
  - Prime Suspect 4 (Marea Britanie, 1995)
  - Prime Suspect 5: Errors of Judgement (Marea Britanie, 1996)
  - Prime Suspect 6: The Last Witness (Marea Britanie, 2003)
  - Prime Suspect: The Final Act (Marea Britanie, 2006)
- Prison Break (Statele Unite, 2005-2009)
- The Profiler (Statele Unite, 1996-2000)
- Pros & Cons (Statele Unite, 1991-1992)
- The Protectors (Marea Britanie, 1972-1974)
- Psych (Statele Unite, 2006 - prezent)
- Public Eye (Marea Britanie, 1965-1975)

## Q
- Quincy, M.E. (Statele Unite, 1976-1983)

## R
- Raines (Statele Unite, 2007)
- Randall and Hopkirk (Deceased) (Marea Britanie, 1969-1970)
- Randall and Hopkirk (Deceased) (Marea Britanie, 2000)
- Rebus (Marea Britanie, 2000-2007)
- Remington Steele (Statele Unite, 1982-1987)
- Reno 911! (Comedie; Statele Unite, 2003–2009)
- Richard Diamond, Private Detective (Statele Unite, 1957-1960)
- Riptide (Statele Unite, 1983-1986)
- Rizzoli & Isles (Statele Unite, 2010-prezent)
- Road Wars (Reality; Marea Britanie, 2003 - prezent)
- RoboCop: The Series (Sci-Fi; 1994)
- The Rockford Files (Statele Unite, 1974-1980)
- Rockliffe's Babies (Marea Britanie, 1987-1988)
- Rookies (Reality; Statele Unite, 2008 - prezent)
- The Rookies (Statele Unite, 1972-1976)
- Rookie Blue (CAN, 2010 - prezent)
- Rosemary & Thyme (Marea Britanie, 2003-2007)
- Rumpole of the Bailey (Marea Britanie, 1975-1992)
- Rush (Australia, 2008 - prezent)
- The Ruth Rendell Mysteries (Marea Britanie, 1987-2000)

## S
- Saving Grace (Statele Unite, 2007-2010)
- The Saint (Marea Britanie, 1962-1969)
- SCU: Serious Crash Unit (Reality; Noua Zeelandă, 2006 - prezent)
- Search (Statele Unite, 1972-1973)
- Second Verdict (Marea Britanie, 1976)
- Seletar Robbery (Singapore, 1982)
- Sergeant Preston of the Yukon (Statele Unite, 1955-1958)
- The Shield (Statele Unite, 2002-2008)
- The Singing Detective (Marea Britanie, 1986)
- Shaft (Statele Unite, 1973-1974)
- Shark in the Park (Noua Zeelandă, 1989-1992)
- Sharman (Marea Britanie, 1995-1996)
- Shoestring (Marea Britanie, 1979–1980)
- Shotgun Slade (Statele Unite, 1959-1961)
- Shields Of Justice (Statele Unite, 1972–1983)
- Silent Number (Australia, 1974-1975)
- Silent Witness (Marea Britanie, 1996 - prezent)
- Silk Stalkings (Statele Unite, 1991-1999)
- Simon & Simon  (Statele Unite, 1981-1989)
- Sinan Toprak ist der Unbestechliche
- Siska (Germania, 1998 - prezent)
- Sky Cops (Reality; Marea Britanie, 2006-2008)
- SOKO 5113 (Germania/Austria, 1978 - prezent)
  - SOKO Leipzig (Germania/Austria; 2001 - prezent)
  - SOKO Kitzbühel (Germania/Austria, 2003 - prezent)
  - SOKO Köln (Germania/Austria, 2003 - prezent)
  - SOKO Wismar (Germania/Austria, 2004 - prezent)
  - SOKO Donau (Known in Germania as SOKO Wien); (Germania/Austria, 2005 - prezent)
  - SOKO Rhein-Main - Originally known as Die Spezialisten: Kripo Rhein-Main (Germania/Austria; 2006 - prezent)
  - SOKO Stuttgart (Germania/Austria, 2009 - prezent)
- Solo One (Australia, 1976)
- Softly, Softly (Marea Britanie, 1966-1969)
- Softly, Softly: Taskforce (Marea Britanie, 1969-1976)
- Sonny Spoon (Statele Unite, 1988)
- South Africa: Special Task Force (Reality; Marea Britanie, 2005)
- Southland (Statele Unite, 2009 - prezent)
- South of Sunset (Statele Unite, 1993)
- Snoops (Statele Unite, 1989-1990)
- Snoops (Comedie; Statele Unite, 1999-2000)
- SP (Japonia, 2007-2008)
- Special Branch (Marea Britanie, 1969-1974)
- Specials (Marea Britanie, 1991)
- Special Unit 2 (Statele Unite, 2001-2002)
- Spenser: For Hire (Statele Unite, 1985-1988)
- Standoff (Statele Unite, 2006-2007)
- Star Cops (Marea Britanie, 1987)
- Starsky and Hutch (Statele Unite, 1975-1979)
- Stingray (Statele Unite, 1986-1987)
- Stone Undercover (Canada/Statele Unite, 2002-2004) Syndicated title of program originally called Tom Stone
- Strangers (Marea Britanie, 1978-1982)
- Street Justice (Statele Unite, 1991-1993)
- Street Legal (Canada, 1987-1994)
- Street Legal (Noua Zeelandă, 2000-2003)
- The Streets of San Francisco (Statele Unite, 1972-1977)
- Street Wars (reality; Marea Britanie, 2005 - prezent)
- The Strip (Statele Unite, 1999-2000)
- The Strip (Australia, 2008)
- Sue Thomas: F.B.Eye (Statele Unite/Canada, 2002-2005)
- Surfside Six (Statele Unite, 1960-1962)
- S.W.A.T. (Statele Unite, 1975-1976)
- Sweating Bullets (Canada/Mexic/Israel, 1991-1993) - Alternative title for Tropical Heat
- The Sweeney (Marea Britanie, 1975-1978)
- Switch (Statele Unite, 1975-1978)

## T
- Taggart (Marea Britanie, 1983 - prezent)
- Taking the Falls (Canada, 1995-1996)
- Target (Marea Britanie, 1977-1978)
- Telecrimes (Marea Britanie, 1938-1939 and 1946)
- Tenafly (Statele Unite 1973-1974)
- Tenspeed and Brown Shoe (Statele Unite, 1980)
- The Academy (Reality; Statele Unite, 2007-2008)
- The Adventures of Sherlock Holmes (Marea Britanie, 1994-2004)
- The Agatha Christie Hour (Marea Britanie, 1982)
- The Amazing Mr. Malone (Statele Unite, 1951-1952)
- The Andy Griffith Show (Comedie; Statele Unite, 1960-1968)
- The Avengers (Marea Britanie, 1961-1969)   See also: The New Avengers
- The Beat (Canada, 2010)
- The Beiderbecke Tapes (Marea Britanie, 1987)
- The Bill (Marea Britanie, 1984-2010)
- The Brothers Brannagan (Statele Unite, 1960-1961)
- The Champions (Marea Britanie, 1968-1969)
- The Chicago Code (Statele Unite, 2010)
- The Chinese Detective (Marea Britanie, 1981-1982)
- The Closer (Statele Unite,2005 - prezent)
- The Commander (Marea Britanie, 2003-2008)
- The Commish (Statele Unite, 1991-1995)
- The Cops (Marea Britanie, 1998-2000)
- The Corridor People (Marea Britanie, 1966)
- The Dead Zone (Statele Unite/Canada, 2002-2007)
- The Defenders (Statele Unite, 1961-1965)
- The Detectives (Comedie; Marea Britanie, 1993-1997)
- The Detectives Starring Robert Taylor (Statele Unite, 1959-1962)
- The District (Statele Unite, 2000-2004)
- The F.B.I. (Statele Unite, 1965-1974)
- The FBI Files (Documentary, Statele Unite; 1998-2006)
- The First 48 (Statele Unite, 2004 - prezent)
- The Force (Reality; UK 2009)
- The Force: Behind the Line (Reality; Australia, 2005 - prezent)
- The Fugitive (Statele Unite, 1963-1967 and 2000-2001)
- The Gentle Touch (Marea Britanie, 1980-1984)
- The Glades (Statele Unite, 2010-prezent)
- The Huntress (Statele Unite, 2000-2001)
- The Inspector Lynley Mysteries (Marea Britanie, 2001-2007)
- The Investigators (Statele Unite, 1961)
- The Last Detective (Marea Britanie, 2003-2007)
- The Law and Harry McGraw (Statele Unite, 1987-1988)
- The Kill Point (Statele Unite, 2007)
- The Knock (Marea Britanie, 1994 - 2000)
- The Last Precinct (Comedie; Statele Unite, 1986)
- The Man From Blackhawk (Statele Unite, 1959-1960)
- The Mentalist (Statele Unite, 2008 - 2015)
- The Michael Richards Show (Statele Unite, 2000)
- The Misadventures of Sheriff Lobo (Statele Unite, 1979-1981)
- The Mod Squad (Statele Unite, 1968-1973)
- The New Adventures of Charlie Chan (Statele Unite/UK 1957-1958)
- The New Avengers (Marea Britanie, 1976-1977)
- The New Detectives (Documentary; Statele Unite, 1996-2005)
- The Pretender (Statele Unite, 1996-2000)
- The Professionals (Marea Britanie, 1977-1983)
- The Profiler (Statele Unite, 1996-2000)
- The Protectors (Marea Britanie, 1972-1974)
- The Rockford Files (Statele Unite, 1974-1980)
- The Rookies (Statele Unite, 1972-1976)
- The Ruth Rendell Mysteries (Marea Britanie, 1987-2000)
- The Saint (Marea Britanie, 1962-1969)
- The Secret Service (Marea Britanie, 1969)
- The Shield (Statele Unite, 2002-2008)
- The Singing Detective (Marea Britanie, 1986)
- The Streets of San Francisco (Statele Unite, 1972-1977)
- The Strip (Statele Unite, 1999-2000)
- The Strip (Australia, 2008)
- The Sweeney (Marea Britanie, 1975-1978)
- The Thin Blue Line (Comedie; Marea Britanie, 1995-1996)
- The Thin Man (Statele Unite, 1957-1959)
- The Untouchables (1959 serial TV) (Statele Unite, 1959-1963)
- The Untouchables (1993 serial TV) (Statele Unite, 1993-1994)
- The Unusuals (Statele Unite, 2009)
- The Vice (Marea Britanie, 1999-2003)
- The Vise (Statele Unite, 1954-1955)
- The Wire (Statele Unite, 2002-2008)
- The X-Files (Statele Unite/Canada, 1993-2002)
- The XYY Man (Marea Britanie, 1976-1977)
- Thief Takers (Marea Britanie, 1996-1997)
- Third Watch (Statele Unite, 1999-2005)
- This Man Dawson (Statele Unite, 1959-1960)
- T.J. Hooker (Statele Unite, 1982-1986)
- The Listener (Canada, 2009-prezent)
- Tom Stone (Canada, 2002-2004) - Also known as Stone Undercover when syndicated in the US.
- Traffic Blues (Reality; Ireland 2009, 2011)
- Traffic Cops (Reality; UK 2003 - prezent)
- Triangle (Japonia, 2009)
- Tribulacion (Peru, 2011)
- Triple Nine (Singapore, 1995-1998)
- Tropical Heat (Canada/Mexic/Israel, 1991-1993) - Also known as Sweating Bullets
- True Files (Singapore, 2002-2007)
- True Heroes (Singapore, 2003)
- Twin Peaks (Statele Unite, 1990-1991)
- The Bridge (Canada, 2010-prezent)

## U
- Underbelly (Australia, 2008-2009)
- Unforgettable (Statele Unite, 2011-prezent)
- The Unusuals (Statele Unite, 2009)

## V
- Van der Valk (Marea Britanie, 1972)
- Vanished (Statele Unite, 2006)
- Vega$ (Statele Unite, 1978-1981)
- Vengeance Unlimited (Statele Unite, 1998-1999)
- The Vice (Marea Britanie, 1999-2003)
- The Vise (Statele Unite, 1954-1955)
- V.I.P. (Statele Unite, 1998-2002)
- Veronica Mars (Statele Unite, 2004-2007)

## W
- Waking the Dead (Marea Britanie, 2000 - prezent)
- Walker, Texas Ranger (Statele Unite, 1993-2001)
- Wallander (Suedia, 2005 - prezent)
  - Wallander (Marea Britanie, 2008 - prezent)
- Warehouse 13 (Statele Unite, 2009 - prezent)
- Water Rats (Australia, 1996-2001)
- Whitechapel (Marea Britanie, 2009-2011)
- White Collar  (Statele Unite, 2009 - prezent)
- Wild Card (Statele Unite, 2003-2005)
- The Wire (Statele Unite, 2002-2008)
- Wire in the Blood (Marea Britanie, 2002-2008)
- Without a Trace (Statele Unite, 2002-2009)
- Wolcott (Marea Britanie, 1981)
- Wolf (Statele Unite, 1989-1990)
- Women's Murder Club (Statele Unite, 2007-2008)
- Wycliffe (Marea Britanie, 1994-1998)
- White Collar Blue (Australia, 2002-2003)
- Wiseguy (Statele Unite, 1987-1990)

## X
- The X-Files (Statele Unite/Canada, 1993-2002)
- The XYY Man (Marea Britanie, 1976-1977)

## Y
- Yellowthread Street (Marea Britanie, 1990)
- Young Lions (Australia, 2002)

## Z
- Z-Cars (Marea Britanie, 1962-1978)
- Zettai Reido (Japonia, 2010-2011)